# Proceedings of the Royal Society of Queensland
Proceedings of the Royal Society of Queensland (abreviado Proc. Roy. Soc. Queensland) es una revista ilustrada con descripciones botánicas que es editada  por la Royal Society of Queensland. Comenzó su publicación en el año 1884.